# Municipio de Eagleswood
El municipio de Eagleswood (en inglés: Eagleswood Township) es un municipio ubicado en el condado de Ocean  en el estado estadounidense de Nueva Jersey. En el año 2010 tenía una población de 1,603 habitantes y una densidad poblacional de 32.8 personas por km².

## Geografía
El municipio de Eagleswood se encuentra ubicado en las coordenadas 39°39′3″N 74°18′12″O / 39.65083, -74.30333.

## Demografía
Según la Oficina del Censo en 2000 los ingresos medios por hogar en el municipio eran de $38,625 y los ingresos medios por familia eran $49,453. Los hombres tenían unos ingresos medios de $36,375 frente a los $26,654 para las mujeres. La renta per cápita para la localidad era de $20,617. Alrededor del 3.5% de la población estaba por debajo del umbral de pobreza.